# Sum 41
Sum 41 er et canadisk pop punk band fra Ajax, Ontario. Bandet blev oprettet af elever fra flere forskellige high school bands, i 1996. Bandet består af Deryck Whibley (vokal, guitar, keyboard/klaver), Jason McCaslin (bass og baggrundsvokal), Tom Thacker (Guitar og baggrundsvokal) og Steve Jocz (trommer og baggrundsvokal). Siden bandet skrev kontrakt med pladeselskabet Island Records i 1999, har bandet udgivet 4 albums, 1 ep og over 10 singler. Bandets genre er en klassisk kombination af pop-punk (ligesom Green Day, The Offspring og Blink 182), metal, rock og post-grunge.

## Tidligere medlemmer
- Mark Spicoluk – bas (1996-1999)
- Dave Baksh – vokal og guitar (1996-2006)
- John Nicosia – keyboard (1997-1998)

## Diskografi

### Album
- Half Hour of Power (2000)
- All Killer No Filler (2001)
- Does This Look Infected? (2002)
- Chuck (2004)
- Underclass hero (2007)
- Screaming Bloody Murder (2011)
- 13 Voices (2016)
- Order In Decline (2019)
- Heaven :x: Hell (2024)

### Livealbum
- Happy Live Surprise, Japan (2005)
- Go Chuck Yourself, Canada (2006)